# Markus Zohner Theater Compagnie

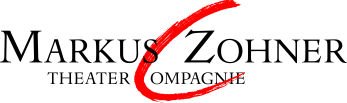
Logo der Markus Zohner Theater Compagnie

Die Markus Zohner Theater Compagnie ist eine freie, internationale Theatergruppe mit Sitz in Lugano/Schweiz. Sie wurde 1987 vom Schweizer Schauspieler und Regisseur Markus Zohner gegründet und ist seither mit ihren verschiedenen Produktionen weltweit auf Tournée. Die Compagnie hat sich auf Inszenierungen spezialisiert, die mit geringem äusserem Aufwand und durch Konzentration auf die Arbeit der Schauspieler wichtige Themen und Theatertexte neu präsentieren.

## Mitglieder der Compagnie
- Künstlerische Leitung: Markus Zohner
- Regie: Patrizia Barbuiani, Markus Zohner, Alessandro Marchetti
- Schauspiel: Patrizia Barbuiani, Santiago Bello, Luca Domas, Alessandra Francolini, Igor Mamlenkov, Markus Zohner, David Matthäus Zurbuchen, Alessandro Marchetti, Luisella Sala.
- Schauspielmusik: Gabriele Marangoni (Komposition, Ausführung), Lucia D’Anna (Violoncello), Ayumi Togo, Federica Napoletani (beide Sopran)
- Bühnenbild: Nando Snozzi
- Interaction Designer: Sandro Pianetti
- Tanz: Lucía Baumgartner
- Technische Leitung: Martin Wieser
- Video / Film / Photo: Patrick Botticchio
- Audio: Marco Viale
- Assistenz: Elisabetta Preite

## Produktionen im Repertoire
- EVA & ADAM, Inszenierung Patrizia Barbuiani, mit Patrizia Barbuiani, Rob Wyn Jones
- HA!HAmlet von William Shakespeare, mit Patrizia Barbuiani und Markus Zohner
- Odyssee, Homer
- ErotiKomische Geschichten aus 1001 Nacht, mit Patrizia Barbuiani und Markus Zohner
- Words in Progress – Romeo & Julia, mit Patrizia Barbuiani, Gabriele Marangoni
- APOCALYPSE 2072 | end.begin, mit Alan Alpenfelt, Mattia Martelli, Markus Zohner, David Matthäus Zurbuchen. Band: Black Fluo
- Proust in Prison, mit Alan Alpenfelt und Markus Zohner
- La Colpa – Die Schuld, mit Andrea Baldassarri, Camilla Delpero, Gabriele Matrangoni, Francesca Sproccati, Markus Zohner, David Matthäus Zurbuchen
- CAPPUCCETTO INFRAROSSO (Infrarotkäppchen), mit Patrizia Barbuiani, Luca Domas, Gabriele Marangoni, Alessandro Marchetti, Federica Napoletani, Roberta Nicolò, Nando Snozzi, Ayumi Togo, Markus Zohner, David Matthäus Zurbuchen
- "Radio Frankenstein". Theaterstück über den italienischen Neurochirurgen Prof. Sergio Canavero, der dabei ist, eine Kopfverpflanzung der Menschheit zu planen und vorzubereiten. Zusammenarbeit und Coproduktion mit dem Joint Research Centre der Europäischen Kommission. Uraufführung: 9. September 2017, Lugano / Schweiz, englische Erstaufführung: 5. Oktober 2017, Joint Research Centre, Ispra / Italien. Text und Regie: Markus Zohner, mit Patrizia Barbuiani, Santiago Bello, Luca Domas, Alessandra Francolini, Igor Mamlenkov, David Matthäus Zurbuchen.

## Weitere Produktionen
- PALPITATION, Regie: Alessandro Marchetti, mit Ursina Gregori und Markus Zohner
- Die Geschichte vom Soldaten von Charles Ferdinand Ramuz und Igor Strawinsky, Inszenierung: Markus Zohner, mit Patrizia Barbuiani, Ursina Gregori, Sibylle Hauert, Markus Zohner, Kammerorchester Saarbrücken unter der Leitung von Burkhard Kinzler
- White Cherry Chechov – Der Kirschgarten, von Anton Pawlowitsch Tschechow, Inszenierung: Markus Zohner mit Cie, mit Patrizia Barbuiani, Gabriele Grawe, Stefania Mariani, Kolumbina Vujanovic, Nathan Prentice, Markus Zohner
- THE LAST SUPPER von Markus Zohner und Jeton Neziraj, mit Shengyl Ismaili, Adriana Matoshi, Edona Reshitaj, Arben Zharku, Shkelzen Veseli, Vedat Haxhiislami, Ani Biba, Lucía Baumgartner (Choreographie und Tanz), Gabriele Marangoni, Musik.
- Hans Christian Andersen – Das Doppelleben eines seltsamen Poeten, Regie: Patrizia Barbuiani, mit Stefania Mariani, Rob Wyn Jones, Daniel Meininghaus, Gabriele Marangoni (Musik), Annette Fischer (Sopran)
- Kalevipoeg-The Cool Estonian Epic, Kreation und Regie: Markus Zohner, mit Katariina Lauk, John Sarapson, Tanel Saar, Margo Teder, Coproduktion mit VAT TEATER Tallinn
- Domitilla e la Stella delle parole perse (ital.) von Patrizia Barbuiani, mit Stefania Mariani
- Dio Femmina – Gott weiblich, mit Patrizia Barbuiani und Gabriele Marangoni
- Don Juan nach Lord Byron, mit Adele Raes, Markus Zohner, David Matthäus Zurbuchen

## Wichtige internationale Theaterprojekte der Compagnie
- ImproBaltics 1992–1997, Tallinn, Riga, Daugavpils, Vilnius
- Markus Zohner Flying Theater Academy for Central Asia 2001–2004, fliegende Theateracademie für Theaterschaffende Zentralasiens, die während drei Jahren Meisterkurse mit wichtigen europäischen Theaterlehrern in Almaty / Kasachstan durchgeführt hat.
- KOSOVO.BLOOD THEATRE.PROJECT 2006/2007, ein mehrmonatiges Theaterprojekt in Coproduktion mit Multi Media Center Priština, mit schweizerischen und kosovarischen Theaterschaffenden zu Thematiken im Nachkriegs-Kosovo.

## Auszeichnungen für die Compagnie
- Grand Prix: „Best Performance of the Festival“ 2005 International Theatre Festival „RAINBOW“, Sankt Petersburg/Russland für „KALEVIPOEG – The Cool Estonian Epic“, Kreation und Inszenierung: Markus Zohner
- Grand Prix: „Best Performance of the Festival“ 2005, International Theatre Festival Nowgorod/Russland für „KALEVIPOEG – The Cool Estonian Epic“, Kreation und Inszenierung: Markus Zohner
- Grand Prix des Publikums bei 21. und 22. Internationalen Theaterfestival Fajir in Teheran/Iran 2003 und 2004
- Best Performance beim Internationalen Dramafestival in Lahore/Pakistan
- Grand Prix des Publikums beim Internationalen Theaterfestival Male Scena in Rijeka, Kroatien
- Grand Prix beim 11. Festival du Rire de Rochefort, Belgien
- Grand Prix beim 6. Internationalen Theaterfestival Banaanikala in Tallinn, Estland
- Spezialpreis der Jury und des Publikums in Vevey, Schweiz
- Schweizer KleinKunstPreis 2000/Swiss Independent Theatre Award
- Grosser Preis der Theaterkritik am Internationalen Theaterfestival Nowgorod, Russland